# Kimba the White Lion
Kimba the White Lion, або Jungle Emperor (яп. ジャングル大帝, Janguru Taitei) — серія манґи, написана та проілюстрована Осаму Тедзукою, яка видавалася в журналі Manga Shōnen з листопада 1950 року по квітень 1954 року. Аніме на основі манги було створено Mushi Production і транслювалося на Fuji Television з 1965 по 1967 рік. Це був перший кольоровий телевізійний аніме-серіал, створений в Японії. Пізніший серіал був створений Tezuka Productions.
Прем'єра спеціального телевізійного випуску відбулася 5 вересня 2009 року на Fuji TV. Він був знятий режисером Горо Таніґучі за сценарієм письменника і драматурга Осаму Судзукі, а дизайни персонажів були створені ілюстратором Йошітакою Амано.

## Сюжет
У середині 20-го століття в Африці, під час вторгнення людства, білий лев Панджа надає диким тваринам джунглів безпечний притулок. Однак він розлючує мешканців довколишніх сіл, викрадаючи їхню худобу та їжу. Щоб зупинити ці набіги, на допомогу приходить професійний мисливець Хам Егг. Він уникає прямого нападу на Панджа. Замість цього він записує звуки Панджи і використовує їх, щоб заманити в пастку його вагітну подругу Елізу, яка потім стає приманкою в пастці для Панджи. Панджу вбивають заради його шкури (але лев встигнув попросити Елізу назвати їхню дитину Кімбою), а Елізу саджають на корабель, що прямує до зоопарку.
Кімба (レオ, «Лео» японською) народжується на кораблі. Еліза вчить його ідеалам батька. Коли наближається величезний тропічний шторм, вона змушує своє дитинча вийти крізь грати своєї клітки. Шторм розбиває корабель, і Кімба починає тонути в океані. Рибки допомагають йому навчитися плавати. Коли він починає впадати у відчай, зірки на небі формують обличчя його матері, яка підбадьорює його. Під керівництвом метеликів він досягає землі.
Кімба потрапляє далеко від дому своїх предків, де люди знаходять його і піклуються про нього. Він дізнається про переваги людської культури і вирішує, що коли повернеться до свого дикого дому, то принесе культуру в джунглі і буде боротися за мир, як його батько. Серіал розповідає про життя Кімби після того, як він повертається в дику природу ще молодим дитинчам, і про те, як він вчиться і росте протягом наступного року. Незабаром Кімба дізнається, що тільки спілкування і взаєморозуміння між тваринами і людьми принесуть справжній мир.

## Медіа

### Манґа
У 1950 році оригінальна історія Jungle Emperor почалася в журналі Manga Shōnen (Comic Boy).

### Аніме

#### Серіал 1965 року
Мультсеріал вперше транслювався в Японії на Fuji Television з 6 жовтня 1965 року по 28 вересня 1966 року. Це був перший кольоровий телевізійний аніме-серіал. Всього вийшло 52 серії.
Крім оригінальної трансляції в Японії в 1965 році, серіал транслювався в багатьох країнах світу.

#### Фільм 1966 року
Театральна версія Jungle Emperor режисера Ейчі Ямамото вийшла в Японії 31 липня 1966 року.

#### Серіал 1966 року
Продовження першого серіалу, Jungle Taitei: Susume Leo! вперше транслювався в Японії на Fuji Television з 5 жовтня 1966 року по 29 березня 1968 року, з Лео (Кімба) у дорослому віці. Аніме налічує 26 серій.

#### Серіал 1989 року
У 1989 році 9 лютого у віці 60 років помер Осаму Тедзука, автор оригіналу. Ремейк серіалу Jungle Emperor під назвою The New Adventures of Kimba The White Lion транслювався в Японії з 12 жовтня 1989 року по 11 жовтня 1990 року. Ця версія мало нагадує оригінальну мангу чи перший телесеріал, оскільки сюжет надзвичайно відрізняється, а персонажі повністю перероблені та змінені.

#### OVA-фільм 1991 року
У 1991 році було створено оригінальний анімаційний фільм із використанням симфонічної поеми для аудіо.

#### Фільм 1997 року
1 серпня 1997 року в Японії вийшов новий фільм Jungle Emperor Leo. Режисером став Хіро Такеучі. Серіал заснований на другій половині оригінальної історії манґи Тедзуки; однак сюжет трохи відрізнявся від оригіналу. У 1997 році Джуліан Грант, голова кінофестивалю Fant-Asia, отримав від компанії Disney заборону на показ фільму на фестивалі. Незважаючи на заборону, фільм зібрав повний зал глядачів. Однак це був останній показ фільму в Північній Америці.
Дохід від прокату фільму в японському прокаті в 1997 році склав 430 мільйон єн.

#### Короткометражний фільм 2000 року
9-хвилинний короткометражний аніме був випущений в Японії 18 березня 2000 року під назвою Jungle Emperor Leo: Hon-o-ji. Його показали в кінотеатрі Tezuka Osamu World у Кіото.

#### Фільм 2009 року
Телевізійний фільм, Jungle Taitei – Yūki ga Mirai wo Kaeru (яп. ジャングル大帝　勇気が未来をかえる), вийшов в ефір в Японії 5 вересня 2009 року з абсолютно новою історією, яка відрізняється як від попередніх серіалів, так і від оригінальної манги. Місцем дії були штучно створені джунглі на Землі у 21 столітті. У цьому фільмі Панджа та його подруга Еліза все ще живі; Коко — невизначена самка птаха; а Сильвестр, чорна пантера, виступає в ролі антагоніста, доки не змінює своїх поглядів, коли хлопчик лікує його ногу.

### Інші медіа
Музичне відео на пісню «A Boy» Лео Іейрі, яке має анімаційну частину, зроблену Tezuka Productions, містить аніме-версію співачки (на основі Кімби та змодельована за зразком співачки), яка зустрічається з іншими персонажами із серіалу Kimba the White Lion.
Jungle Emperor (ジャングル大帝 Jungle Taitei) — скасована восьмирозрядна платформна екшн-гра 1990 року, яку розробляв Taito для Nintendo Entertainment System. Про цю гру відомо небагато, за винятком того, що вона мала вийти в листопаді 1990 року, але була скасована з невідомих причин. Також були плани щодо невипущеної Nintendo 64. Гра Jungle Emperor/Kimba the White Lion N64 під назвою Emperor of the Jungle мала бути створена для периферійного пристрою магнітного диска, але її також скасували. Єдиним відомим доказом її існування є короткий відеоролик із Nintendo Space World. Це мала бути пригодницька гра з великими можливостями для дослідження, але наразі немає інформації щодо сюжету гри. Гра вперше з’явилася на відео на Токійській виставці Shoshinkai Show 1996 року, після чого було оголошено дату виходу навесні 1999 року. Невдовзі було показано кілька сцен із гри. Пізніше того ж року в інтерв’ю на виставці E3 1998 Шігеру Міямото згадав, що проект має певні проблеми і може зайняти більше часу, ніж очікувалося, через відсутність досвіду. Невдовзі було оголошено про його скасування.
Персонажі Jungle Emperor мають епізодичні ролі в грі GBA Astro Boy: Omega Factor, а також у розділі манги Black Jack.

## Заяви про схожість із «Королем Левом»
Після виходу в 1994 році мультфільму «Король Лев» від Disney дехто висловив припущення, що в ньому є схожість персонажів, сюжетних ліній, послідовностей і подій, які нагадують події в історії Кімби. Фред Ледд, англомовний продюсер, назвав ці паралелі «приголомшливими»/ Подібності у візуальних послідовностях також було відзначено найбільш детально істориком анімації Фредом Паттеном, який опублікував есе на цю тему/ Пізніше Паттен сказав, що твердження про те, що «Король Лев» був «просто імітацією» Кімби, «не відповідають дійсності»і що багато фанатів, які не бачили шоу з дитинства — або взагалі не бачили — «перебільшили схожість». Меттью Бродерік, актор озвучення дорослого Сімби, згадував в інтерв'ю 1994 року, що колись повірив, що його взяли в проект про Кімбу, і пригадав, як дивився цей серіал у дитинстві.
Після виходу «Короля Лева» в Японії кілька японських мультиплікаторів підписали лист із закликом до компанії Walt Disney визнати заслугу The Jungle Emperor у створенні «Короля Лева». 488 японських мультиплікаторів і аніматорів підписали петицію, яка викликала протести в Японії, де Тедзука і Кімба є іконами культури.
Говорячи про ймовірну схожість між героями, режисер «Короля Лева» Роджер Аллерс заявив, що «немає нічого незвичного мати таких персонажів, як бабуїни, птахи чи гієни» у фільмах, дія яких відбувається в Африці. Крім того, слово simba є просто словом мовою суахілі, що означає «лев», яке, як визнає Фред Ледд, могло пояснити подібні імена героїв. Насправді Лео (початкове ім’я головного героя) спочатку збиралися змінити в англійському дубляжі на «Сімба», але керівник NBC змінив ім’я головного героя на «Кімба» під час розробки. За словами Ледда, це сталося тому, що керівництво вважало Сімбу «занадто поширеним», що ускладнило б збереження прав на ім’я персонажа.
Сім'я Тедзуки та Tezuka Productions ніколи не судилися з The Walt Disney Company за порушення авторських прав. Йошіхіро Шімідзу, директор компанії, заявив, що багато їхніх співробітників бачили схожість між двома фільмами, але «будь-яка схожість у їхніх сюжетах ґрунтується на фактах природи, а отже, це два різні твори». У своїй книзі Макото Тедзука стверджує, що суперечка почалася в Америці, і люди роздули проблему через свою опозицію до бізнес-практик Діснея. Він також заявляє, що відмовляється брати участь у цьому викритті Діснея і що не хоче бачити, як роботи його батька перетворюються на зброю для цих людей. Тедзука визнає, що «Кімба» і «Король Лев» — це дві різні історії з різними темами, але якби в останньому йшлося про білого лева, який розмовляв з людьми, то він не зміг би пробачити подібності.

## Комерційне використання
У 1978 році дорослий персонаж Лео, створений самим Тедзукою, став талісманом бейсбольної команди «Леви Сейбу» (теперішні Леви «Сайтама Сейбу»), разом з його сестрою Ліною, яку було вигадано спеціально для бейсбольної команди. Маскот Лео використовувався на бейсбольній кепці та шоломі команди протягом десятиліть. Лео також з’явився на формі гравців сезону 2014 року, розробленій Tezuka Productions. Талісман команди, що належить конгломерату Seibu, став помітним по всій Японії на бейсболках, футболках тощо, а також активно використовувався в рекламі, особливо в районі Токіо. Фредерік Л. Шодт наводить аргумент, що до 1980-х років лев Лео навряд чи міг сховатися від уваги іноземних відвідувачів міста.
Зображення з манги Jungle Emperor з’являється на сорочках, виготовлених Lacoste у співпраці з Tezuka Productions для їхньої капсульної колекції «Lacoste Live» «Tezuka Collection», видання осінь/зима 2013/2014 року.

## Нотатки
1. ↑  Ім'я «Кімба» було прийнято після того, як вперше було запропоновано ім'я «Сімба», що означає «лев» мовою Суахілі. Ім'я «Лео» потрібно було змінити, оскільки воно збігалося з ім'ям лева MGM[4].